# الجبهة الشعبية (إسبانيا)
الجبهة الشعبية (بالإسبانية: Frente Popular)‏ هو تحالف وائتلاف انتخابي إسباني وقعته المنظمات اليسارية الرئيسية برئاسة مانويل أثانيا في يناير 1936 بهدف خوض الانتخابات الإسبانية العامة 1936 خلال الجمهورية الثانية. وتمكن في 16 فبراير من الفوز في الانتخابات قبيل الانقلاب الذي أشعل الحرب الأهلية. لم تظهر الجبهة الشعبية في كاتالونيا، حيث حل مكانها تحالف مماثل سمي جبهة اليسار (بالكتالونية: Front d'Esquerres)‏، متمركزًا حول اليسار الجمهوري لكتالونيا. وفي بلنسية أخذت أيضًا اسم Front d'Esquerres.
لم تشكل الجبهة الشعبية مجموعة برلمانية داخل البرلمان، بل تم التعبير عنها في أقليات برلمانية مختلفة ينسجم فيها كل عضو من أعضائها، كما أنها لم تشكل حكومة على هذا النحو، حيث كانت تشكلها الأحزاب الجمهورياتية فقط حتى خلال الحرب الأهلية، تحت رئاسة كلا من على التوالي:مانويل أثانيا (الذي ترك رئاسة الحكومة لتولي رئاسة الجمهورية في مايو 1936) وسانتياغو كاساريس كيروغا وخوسيه غيرال. مع تشكيل أول حكومة للارجو كابييرو وحتى نهاية الحرب كانت حكومات الجمهورية تتكون من ممثلين للأحزاب الرئيسية للجبهة الشعبية والجبهة الكتالونية، وأحيانا الاتحاد الوطني للعمل (CNT) والحزب القومي الباسكي (PNV) في فترات مختلفة.

## تشكيل إئتلاف اليسار
ظهر اقتراح العودة إلى التحالف الجمهوري الاشتراكي في فترة السنتين الأولى سنة 1935، وخلال فترة السنتين التاليتين بمبادرة من زعيم الجمهوريين اليساريين مانويل أثانيا، الذي أصبح بعد اعتقاله بسبب أحداث ثورة أكتوبر 1934 إلى «شهيد سياسي» ورمز لليسار بعد دخول مزيدًا من وزراء الاتحاد الإسباني لليمين المستقل (مع زعيمهم خوسيه ماريا جيل روبلز) الحكومة في مايو 1935. فقام أثانيا بجولة في البلاد لتقديم ثلاث مسيرات ضخمة: ملعب ميستايا (فالنسيا) في 26 مايو؛ وفي بلدية باراكالدو (الباسك) في 14 يوليو، وكومياس (مدريد) في 20 أكتوبر من أجل تحقيق «مخابرات الجمهورية» لإعادة النظام إلى قيمه الديمقراطية.
في أبريل 1935 كان أثانيا قد توصل إلى اتفاق «التوحيد الجمهوري» بين حزبه (والذي سمي باليسار الجمهوري بعد اندماج حزب العمل الجمهوري العام السابق مع الحزب الاشتراكي الراديكالي «المستقل» لمارسلينو دومينغو و ORGA في لسانتياغو كاساريس كيروغا) مع الاتحاد الجمهوري لدييغو مارتينيز باريو، الذي انفصل في 1934 عن الحزب الجمهوري الراديكالي لليروكس والحزب الجمهوري الوطني فيليبي سانشيز. وفي منتصف نوفمبر 1935 عرض أثانيا تشكيل ائتلاف مع الحزب الاشتراكي العمالي الإسباني بناء على اتفاق التوحيد بين قوى اليسار الجمهوري.
بينما دافع القطاع الاشتراكي بقيادة إنداليسيو برييتو عن الاتفاق، كان القطاع الذي يقوده فرانسيسكو لارجو كاباليرو مترددًا في ذلك، وتعزيز «الطبقة العاملة» من الائتلاف فرض إدراج الحزب الشيوعي الإسباني (PCE) فيه، مما حفز خروج التكتل الجمهوري لحزب سانشيز. من ناحية أخرى غيَّر PCE موقفه فيما يتعلق بالاشتراكيين (الذين اعتبروه حتى ذلك الحين «عدو» الثورة) بعد المؤتمر السابع للأممية الثالثة الذي عقد في موسكو صيف 1935، حيث أطلق ستالين شعاره الجديد بتشكيل «جبهات مناهضة للفاشية». تم توقيع اتفاقية الائتلاف الانتخابي بين الجمهوريين من اليسار والاشتراكيين في 15 يناير 1936. عندما وقع PSOE بالنيابة عن PCE والمنظمات العمالية الأخرى.
أطلق على برنامج التحالف اسم الجبهة الشعبية، على الرغم من أن هذا المصطلح لم يظهر في الوثيقة الموقعة في 15 يناير وأن أثانيا لم يتقبل هذا الاسم، كان ذلك من جانب اليسار الجمهوري (ولم يتم ذكر سوى تطلعات قوى «العمال» التي اختلف معهم اليسار الجمهوري). وشمل البرنامج أولاً العفو عن الجرائم «السياسية والاجتماعية» (إطلاق سراح جميع معتقلي «ثورة أكتوبر»)، واستمرار التشريعات الإصلاحية لفترة السنتين الأولى واستئناف عمليات استقلالية المناطق، مما يستلزم إصلاح محكمة الضمانات الدستورية. وتشكيل الحكومة حصريًا من اليسار الجمهوري، وسيقوم الاشتراكيون بتقديم دعمهم من البرلمان للوفاء بالبرنامج المتفق عليه. وهكذا كان تحالف 1936 ظاهريًا مقصورًا على الانتخابات، وبالتالي اختلف تمامًا عن 1931.
كان لدى التحالف بين اليسار الجمهوري والاشتراكيين برنامج قائم على الدفاع عن الإصلاحات الاجتماعية لفترة السنتين الأولى 1931-1933 التي أصيبت بالشلل أو تم القضاء عليها من الحكومات المحافظة في فترة السنتين التاليتين. نشأت أيضًا بعد طلب الإفراج عن المعتقلين وتعرضهم للاتهام في أحداث ثورة أستورياس سنة 1934 وقبل أن تتطور فاشية هتلر أو موسوليني في أوروبا. في ذلك الوقت برزت الجبهة الشعبية الفرنسية في فرنسا المجاورة.
وفي كاتالونيا تم تشكيل تحالف جبهة كتالونيا الذي دعمته الجبهة الشعبية هناك، والذي تم فيه دمج القوميين الجمهوريين الكتالونيين مثل ERC. في 2 يونيو 1935 تأسس الائتلاف في سينما مدريد الأثرية في شارع كالي أتوشا. وفي فالنسيا كان التحالف متشابها إيديولوجيًا مع الجبهة الشعبية، وسمي أيضًا Front d'Esquerres في تكوين مشابه لتكوين الجبهة الشعبية. أما النقابيون اللاسلطويون في CNT ومع أنهم لم يكونوا جزءًا من الجبهة ولم يحاربوا معه، إلا أن الجبهة قد نالت العديد من الأصوات الأناركية (التي تقليديًا لم يصوتوا). ومع ذلك فقد دعا العديد من الأناركيين الذين سيقاتلون لاحقا من أجل الجمهورية، في الانتخابات إلى الامتناع عن التصويت.

## انتخابات فبراير 1936
لمواجهة ائتلاف اليسار الانتخابي المسمى بالجبهة الشعبية (وانضم إليهم اليسار الجمهوري لكتالونيا من كاتالونيا ومعه أحزاب قومية أخرى تحت اسم «جبهة اليسار»)، شكل اليمين جبهة تنظيم كتالونيا باتحاد أحزاب سيدا والمجموعة الإقليمية الراديكاليين والتقليديين)، ولكنه لم يتمكن من فرض جبهة متجانسة كما كان في 1933، لأن حزب سيدا في محاولته أخذ السلطة وتجنب انتصار اليسار تحالف في بعض الدوائر الانتخابية مع القوى المناهضة للجمهورية (الملكيين الفونسويين والكارليين) وفي دوائر أخرى مع يمين الوسط الجمهوري (أحزاب راديكالية وديمقراطية-ليبرالية وتقدمي جمهوري)، فأضحى من المستحيل تقديم برنامج مشترك. وماكان جيل روبليس يعتزم تشكيله هو «الجبهة الوطنية المناهضة للثورة» أو «جبهة الثورة المضادة» تستند إلى شعارات «معادية» أكثر من برنامج حكومي محدد، لتكوين أكبر عدد من القوى السياسية ومنع انتصار اليسار (فكانت شعاراته:“ضد الثورة وشركائها” و“من أجل الله وإسبانيا”! وجعل الحملة باعتبارها معركة بين إسبانيا الكاثوليكية... والثورة الرهيبة البربرية الفظيعة). لم يتم إعادة تشكيل «اتحاد اليمين» في 1933 كما طالب الملكيون، لذلك ظهر «التجديد الإسباني» في عدة دوائر منفردا تحت اسم «الكتلة الوطنية» بقيادة خوسيه كالفو سوتيلو.
أصرت الأحزاب المحافظة بقيادة سيدا على تحديد اتفاق الجبهة الشعبية باعتبارها معاهدة ثورية بلشفية من شأنها تصفية الأمة بسبب النزاعات الإقليمية أو تأثير السلطة الشيوعية الجديدة اتحاد الجمهوريات الاشتراكية السوفياتية.
كما تم تقديم «المحور» ليكون الطرف الثالث في الانتخابات بزعامة رئيس الحكومة بورتيلا فالاداريس وبرعاية رئيس جمهورية نيكيتو ألكالا زامورا، الذي سعى إلى توطيد تمركز جمهوري للتغلب على الاستقطاب الثنائي الناجم عن ثورة أكتوبر.
جرت انتخابات 16 فبراير بهدوء نسبي على الرغم من التوتر التدريجي في السنوات الأخيرة. وفي يوم الانتخابات انتشر 34,000 من الحرس المدني و17,000 من حرس الاقتحام لتطبيق النظام.
سجلت تلك الانتخابات أعلى مشاركة جرت خلال الجمهورية الثانية (72.9٪)، وذلك بسبب تصويت العمال الذي لم يقتدي بشعارات الأناركيين الممتنعين. وفقًا للدراسة التي أجراها المؤرخ خافيير توسيل حول الانتخابات والتي لا تزال تعتبر اليوم أفضل تحليل لها، كانت النتيجة توزيعًا متوازنًا جدًا للأصوات مع زيادة بسيطة لليسار (47.1٪) عن اليمين (45.6٪)، في حين نال المحور على 5.3٪، ولكن حسب النظام الانتخابي فقد أدى إلى أغلبية فضفاضة لائتلاف «الجبهة الشعبية». بالإضافة إلى مستجدات السقوط الانتخابي الكبير للحزب الراديكالي (من 104 نواب سنة 1933 إلى 5 فقط في 1936)، وأظهرت النتائج وجود ثلاث قوى سياسية كبرى: الجمهوريون في اليسار (125 نائبا: 87 من اليسار الجمهوري و 38 من الاتحاد الجمهوري)، وحزب سيدا في اليمين (انخفض نوابه من 115 نائبا في 1933 إلى 88، وكذلك الحزب الزراعي من 36 إلى 11)؛ وحزب PSOE اليساري (من 58 نائبا إلى 99). ودخل الحزب الشيوعي البرلمان بـ 17 نائبا، وكذلك حزب النقابات العمالية والحزب الماركسي POUM بنائب واحد لكل منهم.

خريطة تظهر نتائج انتخابات المقاطعات في فبراير 1936: مناطق فوز اليسار بالأحمر، واليمين بالأزرق والوسط باللون الأخضر

وفي المجموع ضمت «الجبهة الشعبية» 263 نائبا (من بينهم 37 من «جبهة اليسار» الكاتالونية)، واليمين 156 نائبا (منهم فاشي واحد من الحزب القومي الإسباني، وأيضا لم تكن الفلانخي الإسبانية تريد الانضمام إلى تحالفات اليمين لأنهم عرضوا عليها القليل من المناصب: فقدم زعيمها خوسيه أنطونيو بريمو دي ريفيرا نفسه لـ قادس ولم ينجح، لذلك لم يتمكن من تجديد دورته وفقد الحصانة البرلمانية) وأحزاب يمين الوسط 54 نائبا (ومنهم القوميون من الرابطة الإقليمية وPNV وحزب الوسط الذي شكله بورتيلا فالاداريس بسرعة بدعم من رئاسة الجمهورية). في الجبهة الشعبية احتل معظم جمهوريو حزب أثانيا المناصب الأولى في الترشيحات، وحصدت سيدا معظم المقاعد اليمين. وكان المرشحون الشيوعيون دائمًا في أسفل قوائم الجبهة الشعبية ونالوا على 17 مقعد، بعد أن كان مقعد واحد في 1933، وهو ثمرة انضمامهم إلى الائتلاف وليس بقوتهم الفعلية. ونال الفلانخي على 46000 صوت فقط أي 0.5٪ من المجموع.
نتائج الانتخابات التي ظهرت يوم 20 فبراير كانت كالتالي:
عدد الناخبين 13,553,710
- المصوتون: 9,864,783 (72.9٪ مشاركة)
- الجبهة الشعبية: 4,654,116 (47.1٪)
- الجبهة الوطنية المضادة للثورة: 4,503,505 (45.6٪)
- الوسط: 400,901 (5.3٪)

## حكومة الجبهة الشعبية: من فبراير إلى يوليو 1936

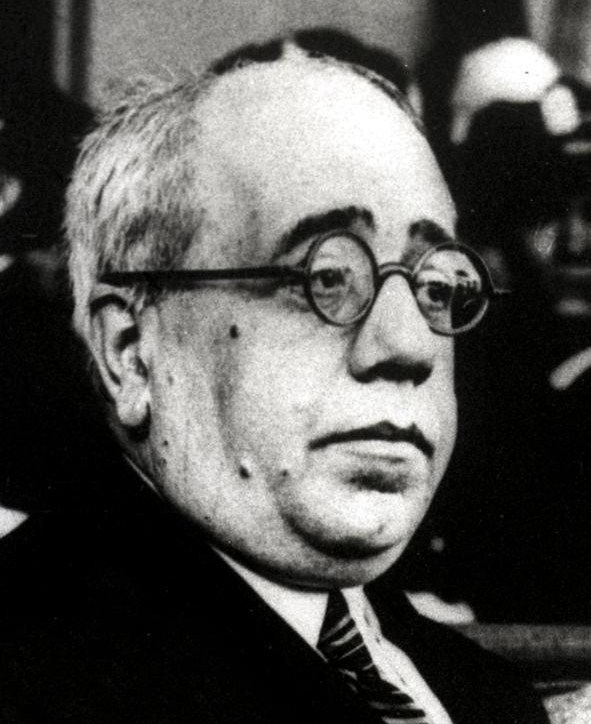
مانويل أثانيا في 1933.

استخدم المنتصرين في الحرب الأهلية أحداث الأشهر الخمسة الأولى في حكومة الجبهة الشعبية -من فبراير إلى يوليو 1936- بأنها مبرر لانتفاضتهم. ومع أن معظم المؤرخين لايزالون يعتقدون إلى الآن أنه لم يكن هناك أي حديث عن "ربيع مأساوي" فقدت فيه حكومة "الجبهة الشعبية" سيطرتها على الوضع لأنه في تلك الأشهر لم تكن هناك "حالة طوارئ مقارنة مع حالة 1934 في إسبانيا، أو حتى تلك التي شهدتها ألمانيا وفرنسا طوال عشرينيات وثلاثينيات القرن الماضي"، بالرغم من حقيقة أنه لا يمكن إنكار أن الاضطرابات الاجتماعية والعمالية في الريف والمدينة كانت ثابتة وأن الزيادة في العنف الصريح يغذيه تصرفات اليسار واليمين لأسباب سياسية. وبالمثل، فإن "تصميم الكتلة الوطنية التي أصبح خوسيه كالفو سوتيلو هو زعيمها الأوحد واجتمعت معارضة السيدا مع خوسيه ماريا جيل روبلز، فقام بتوجيه أفعالهم للإضرار بالقانون، والاستفادة من تحريض الشارع وتحميل الحكومة مسؤولية ذلك”. وكان استنتاج معظم المؤرخين واضح:“إن عدم الاستقرار السياسي الحقيقي في ربيع 1936 لايخول بأي شكل من الأشكال الانتفاضة العسكرية [في يوليو 1936]، ولاحتى يبررها". أظهر المجتمع الإسباني وسياساته علامة لا لبس فيها على وجود أزمة، ولكن هذا لايعني أن المخرج الوحيد هو الحرب الأهلية".

### محاولة الانقلاب 17-18 فبراير وتغيير الحكومة
بدا أن «الطريق السياسي» لمنع عودة اليسار إلى السلطة قد فشل بعد هزيمة جيل روبلز وحزبه في الانتخابات، واعلان انتصار الجبهة الشعبية، فجرت محاولة انقلابية لليمين بوقف تسليم السلطة إلى المنتصرين. حيث ضغط جيل روبلز في ديسمبر للتأثير على الجنرالات الذين وضعهم في مناصب رئيسية في قيادة الجيش (الجنرال فانجول وجوديد وفرانكو) حول فكرة الانقلاب. أما الأول فقد حاول دون جدوى جعل رئيس الوزراء بالوكالة مانويل بورتيلا فالاداريس يعلن «حالة حرب» ويلغي الانتخابات. ثم تبعه الجنرال فرانكو الذي لايزال رئيس هيئة الأركان العامة للجيش فاتصل على فالاداريس مقترحا إعلان الأحكام العرفية وخروج الجيش. لم تكن تلك محاولة انقلاب، ولكنها كانت أكثر من «عمل شرطة» مشابهة لأستورياس، حيث اعتقد فرانكو أن بيئة مابعد الانتخابات قد تصبح عنيفة محاولا إخماد التهديد اليساري المتوقع.، ولكن تنصل كلا من رئيس الحكومة [فالاداريس] ووزير الحرب الجنرال نيكولاس موليرو، فاستقالت حكومة فالاداريس قبل تشكيل الحكومة الجديدة. ولعب الجنرال سيباستيان بوزاس مدير الحرس المدني دورًا بارزًا في افشال الانقلاب. فهو أفريقي قديم ولكنه مخلص للجمهورية، وعندما تلقى مكالمة من الجنرال فرانكو للانضمام إلى عمل عسكري واحتلال الشوارع رفض، وكذلك الجنرال ميغيل نونيز رئيس الشرطة الذي لم يدعم الانقلاب. وفي النهاية لم ير الجنرال فرانكو الوضع ناضجًا فتراجع، خاصة بعد فشل الجنراليين جوديد وفانجول في تمرد حامية مدريد.
إحدى الحجج التي استخدمها المدافعون عن «الانقلاب» هي الاضطرابات التي حدثت في بعض المدن خلال احتفالات انتصار «الجبهة الشعبية» وخاصة أعمال الشغب التي حدثت عندما اقتحمت بعض الحشود السجون لتحرير السجناء السياسيين والاجتماعيين المحتجزين فيها ممن طالبت بالإفراج عنه بموجب العفو، وهو البند الأول في البرنامج الذي فاز به تحالف الجبهة الشعبية في الانتخابات. كما كانت هناك تظاهرات وحوادث لم تطالب بالعفو فحسب بل وإعادة جميع العمال المفصولين بسبب ثورة أكتوبر 1934. وأعلن كلا من اتحاد العمال العام (UGT) والاتحاد الوطني للعمل (CNT) إضرابًا عامًا في بعض المدن دعما لتلك المطالب. وحلت مظاهرة في سرقسطة بعد إعلان حالة الطوارئ من الجنرال ميغيل كابانيلاس، وتدخل حرس الاقتحام فقتل شخص وجرح عدة أشخاص.
انتهت محاولة الانقلاب على عكس ماكان متوقعًا. فقد سلم رئيس الوزراء بالنيابة السلطة إلى الائتلاف الفائز دون انتظار الجولة الثانية من الانتخابات (المقرر إجراؤها في 1 مارس). وهكذا في يوم الأربعاء 19 فبراير شكل مانويل أثانيا زعيم «الجبهة الشعبية» حكومةً حسب ماتفق عليه، حيث تكونت من وزراء اليسار الجمهوري (تسعة من اليسار الجمهوري وثلاثة من الاتحاد الجمهوري، بالإضافة إلى واحد مستقل الجنرال ماسكويلت وزير الحرب). ومع ذلك لم يرضى أثانيا بطريقة استلام السلطة، قبل تشكيل البرلمان الجديد وحتى من دون معرفة نتائج الانتخابات. وكتب في صحيفته:«كنت أخشى دائما أن نعود إلى حكومة تكون حالتها سيئة». بهذه الطريقة حدد أثانيا نفسه قبل أسابيع من تشكيل الكورتيس نوايا حكومة الجبهة الشعبية.
كان أحد أول القرارات التي اتخذتها الحكومة الجديدة هو إزاحة معظم الجنرالات المناهضين للجمهوريين من مراكز السلطة: فنقل الجنرال جوديد إلى القيادة العسكرية البليارية، والجنرال فرانكو إلى جزر الكناري، الجنرال مولا للحكومة العسكرية في بامبلونا. الجنرالات المهمون الآخرون، أمثال أورغاز وفياغاز وفانخول وساليكيت تركوا في وضع متاح وقريب. ومع ذلك فسياسة النقل تلك لم توقف المؤامرة العسكرية والانقلاب الذي جرى بين 17 و 18 يوليو، وحتى في بعض الحالات مثل حالة الجنرال فرانكو، جعلتهم يزيدون من رفضهم لحكومة أثانيا من خلال اعتبار نقلهم لجزر الكناري بمثابة تدهور وإذلال ونفي.

### عودة حكومة كاتالونيا
كان الإجراء الأكثر إلحاحًا الذي كان يتعين على الحكومة الجديدة اتخاذه هو العفو عن المدانين في أحداث أكتوبر 1934، والذي وافق عليه الكورتيز يوم الجمعة 21 فبراير. وهو الأمر الذي طالبت به المظاهرات الصاخبة التي أعقبت الانتصار الانتخابي، والذي أدى بالفعل إلى فتح عدة سجون ليس فقط للسجناء السياسيون ولكن أيضًا الاجتماعيون (أي أولئك المدانين بارتكاب جرائم مدنية). وأثار هذا العمل توترا شديدا بين الفئات الاجتماعية المحافظة، حيث أعطت الحكومة تغطية قانونية للضغوط الشعبية، على الرغم من المطالبة به في برنامجها الانتخابي. أفرج العفو عن نحو 30 ألف سجين سياسي واجتماعي.
كان الإجراء العاجل الآخر هو استبدال رؤساء البلديات والمستشارين الذين انتخبوا في 1931 وتم تعليقهم خلال «فترة السنتين السوداوين» من الحكومات الراديكالية التي استبدلتهم برؤساء يمينيين.
وبعد ثمانية أيام أي في 28 فبراير، قررت الحكومة ليس فقط إعادة قبول جميع العمال المفصولين لأسباب سياسية ونقابية متعلقة بأحداث 1934، ولكن تحت ضغط من النقابات أمرت الشركات بتعويض هؤلاء العمال عن الأجور غير المدفوعة. أثار القرار قلقا كبيرا في أوساط اليمين.
خرجت حكومة كتالونيا من السجن مستفيدة من العفو، ومصحوبة بمرسوم فوري صدر في 1 مارس باستئناف وظائف البرلمان وإعادة لويس كومبنيس رئيسا لحكومة كاتالونيا ومعه مستشاريه. وبهذه الطريقة تم تلبية المطلب الرئيسي لجبهة اليسار الكتالونية، وهي نسخة من الجبهة الشعبية في كاتالونيا ونالت 59٪ من الأصوات، ويرجع ذلك جزئيًا إلى أن الاتحاد الوطني للعمل لم يقم هذه المرة بحملة امتناع عن التصويت، لأنه كان يسعى أيضًا للحصول على عفو عن سجناءه. كما استجابت الأحزاب الجمهورية واليسارية للحساسية المتعلقة بالمسألة الإقليمية، مما أدى إلى ظهور مقترحات للحكم الذاتي في مناطق أخرى - كما قال كامبو:«اليوم هناك نمط دولة في إسبانيا»-، وأن أعضاء الحكومة الكتالونية تأكدوا عندما رُحِب بهم في جميع محطات السكك الحديد التي مروا بها عند عودتهم إلى برشلونة من السجون حيث سجنوا بها لأكثر من عام.
ووفقًا للحكومة المركزية، فقد كان أول القرارات التي اتخذها الكونسول التنفيذي لإقليمة كتالونيا هو البدء بتطبيق قانون الزراعة المثير للجدل. من ناحية أخرى كانت النبرة الاحتجاجية للأحزاب السياسية الوطنية الكتالونية تتزايد حتى تجاوزت في بعض الحالات حدود النظام الأساسي. فقال البعض أن «كاتالونيا يجب أن تقاتل حتى تصبح دولة مستقلة سياسيا، ولها حرية إقامة تحالفات واتحادات تراها مناسبة»، في حين قال غيره: «يجب أن نقاتل من أجل الجمهورية الاشتراكية الكاتالونية المتحدة مع اتحاد الجمهوريات الاشتراكية الأيبيرية وشقيقة لاتحاد الجمهوريات الاشتراكية السوفياتية». وكانت آخر القرارات الفورية التي اتخذتها حكومة أثانيا هو إعادة مجالس بلديات الباسك المعلقة منذ 1934.
في 1 مارس خرجت مظاهرة كبيرة في شوارع مدريد للاحتفال بانتصار الجبهة الشعبية ولدعم الحكومة الجديدة.

### حركة احتلال المزارع واستئناف الإصلاح الزراعي
كانت "المسألة الزراعية" مشكلة أخرى وجب على الحكومة الجديدة معالجتها على وجه السرعة بسبب التعبئة المكثفة للفلاحين التي كانت تجري بدعم حازم من السلطات المحلية المستبدلة، حيث هددت بإثارة صراعات خطيرة في الريف. "وبعد أيام قليلة من الانتخابات، شرع نحو ثمانين ألف فلاح أندلسي ومن لا مانشا وإكستريمادورا بتحريض من الاتحاد الوطني للعمال الأرض (FNTT) [الاشتراكي] في احتلال المزارع التي طردوا منها في شتاء 1934-1935 [من قبل الحكومات الراديكالية-السيدا]. وقد نتج عن ذلك الأمر بإجبار وزارة الزراعة على اتخاذ تدابير مناسبة لإعادة إنفاذ تشريعات فترة السنتين الأولى. ومن الأمثلة على هذه النزاعات التي حدثت في 8 مارس في إسكالونا (مقاطعة طليطلة) حيث قامت مجموعة من عمال اليومية لـ FNTT بمظاهرة سلمية في المدينة، وفي نهاية المظاهرة أطلق عناصر من اليمين النار عليهم من حانة قريبة، فتدخل الحرس المدني وقتل أربعة متظاهرين وجرح أربعة آخرين. لم تتعرض منازل العناصر اليمينية للتفتيش حتى وصل الحاكم المدني شخصياً لإستيضاح الحقائق، في حين أن قاضي التحقيق أمر باعتقال اليساريين فقط. كان أكثر حركات احتلال المزارع إثارة تلك التي نظمته FNTT في 26 مارس في مقاطعة بطليوس، حيث شارك فيه حوالي 60,000 عامل يومية، الذين غزوا ودمروا حوالي ألفي عقار.
صدر مرسوم في 28 فبراير أبطل عمليات إخلاء المستوطنين والمزارعين. ومرسوم آخر بتاريخ 3 مارس أعاد إلى إكستريمادوران يونتروس تأجير الأراضي التي احتلها بموجب قانون الزراعة لسنة 1932، والذي أعيد بتاريخ 14؛ ثم أعطى مرسوم صادر في 20 مارس العنان لمصادرة مزارع «المنفعة الاجتماعية» المعلنة مؤقتًا، حتى خارج مناطق ملاك المزارع. وذلك بفضل قانون وافقت عليه الأغلبية الراديكالية - سيدا في العام السابق التي ألغت عمليا قانون الإصلاح الزراعي لسنة 1932. وهكذا استولى في شهر مارس وحده أكثر من 70,000 فلاح ومعظمهم من إكستريمادورا يونتروس على حوالي 230,000 هكتار.
علاوة على ذلك، ففي 19 أبريل أي بعد أربعة أيام فقط من تمكن الكورتيس من استئناف نشاطه العادي بعد عملية انتخاب الرئيس الجديد للجمهورية، قدم وزير الزراعة ماريانو رويز فونيس عدة مشاريع قوانين: واحد لـ «مراجعة عمليات إخلاء مزارع الريف» التي أعادت الحق باستغلال المستأجرين والمزارعين الأرض الذين تم طردهم بموجب قانون مارس 1935 (تمت الموافقة عليه في 30 مايو مع امتناع النواب اليمنيين)؛ والآخر ألغى قانون الإصلاح الزراعي في أغسطس 1935، الذي أصبح نافذا في 11 يونيو، بحيث أصبح قانون الإصلاح الزراعي لسنة 1932 ساريًا بالكامل. لم تتم الموافقة على مشروع القانون الثالث بسبب اندلاع الحرب الأهلية: وكان حول إنقاذ وإعادة شراء الأراضي الجماعية (والتي تهدف إلى إعادة دمج التراث المجتمعي القديم للبلديات الريفية، وبالتالي تصحيح جزء من أعمال المصادرة التي جرت في القرن التاسع عشر). بفضل تلك القوانين والمراسيم بين مارس ويوليو 1936 استولى حوالي 115,000 فلاح -أكثر مما كان عليه في السنوات الثلاث السابقة- على نصف مليون هكتار.
ومع ذلك استمر الصراع العنيف في الريف، ويرجع سببه إلى تشدد أصحابها وتطرف منظمات الفلاحين، مما أدى جميعها إلى حوادث عنيفة. "رد فعل الملاك على استئناف الإصلاح الزراعي والزيادة الرسمية للأجور دفع الكثير منهم إلى شل العمل الزراعي قبل الامتثال لمتطلبات التوظيف لنقابات الفلاحين. ومابين 1 مايو و 8 يوليو جرى 192 إضرابًا زراعيًا، وكان رد عمال اليومية من بينهم البطالة والفقراء أبعادًا مثيرة للقلق، قد تكون أحيانا عنيفة وأودت إلى حوادث دموية، مثل تلك التي وقعت في يستي (البسيط) حيث في نهاية مايو أدى القبض على بعض الفلاحين الذين حاولوا قطع الأشجار في مزرعة خاصة إلى مواجهة دامية بين الحرس المدني وعاملي اليومية، توفي فيها حارس واحد و 17 فلاحًا، وقُتل العديد منهم بدم بارد. ومع ذلك "لم يكن عدد الصراعات ونوعها في العالم الريفي [بين فبراير ويوليو 1936] أعلى وأكثر عدد مما كان عليه في الفترة من 1931 إلى 1934. كانت عمليات القمع الدموية ضد هذه المظاهرات الفلاحية نادرة، مقارنة بمدى كثرتها خلال فترة السنتين الأولى، ولم تولد مذبحة يستي في 29 مايو أي تعبئة اجتماعية، ولا ضجيج ضد تلك المؤسسة ولم ينعش حتى تقديس الشهداء كما جرى في السابق.

### عزل رئيس الجمهورية ألكالا زامورا
عُقد الاجتماع الأول للكورتيز الجديد في 15 مارس، على الرغم من أنه كان من الضروري الانتظار حتى 15 أبريل حتى يتمكن من البدء في تبني مبادرات تشريعية. ولكنه لم يتمكن الانتهاء من مناقشة القوانين البرلمانية المملة للغاية حتى 3 أبريل، وعلقت وما بين 3 إلى 15 جلسة بسبب انتخاب الرئيس الجديد للجمهورية.
وبمجرد حل قضية القوانين البرلمانية في 3 أبريل قدم اليسار مبادرة لإقالة رئيس الجمهورية، متهما إياه بالفشل في الامتثال للمادة 81 من الدستور، حيث أنه وفقًا لدستور 1931، يخول الرئيس حل كورتيس مرتين، لكن الحل الثاني يمكن تقديمه إلى مجلس النواب للمناقشة والمحاسبة، وإذا رأت الأغلبية أنه قد أجرى ارتكاب مخالفات، فيمكنها إقالة الرئيس.

الراية الرئاسية لنيسيتو ألكالا زامورا.

وكما أشار المؤرخ خوليان كازانوفا:«لم يكن أحد يريد أن يستمر ألكالا زامورا في رئاسة الجمهورية. وعلى رأسهم سيدا وزعيمها جيل روبلز، لأنهم يعتقدون أنه حرمهم من إمكانية استلام كامل السلطة في ديسمبر 1935. واليسار وأثانيا على وجه الخصوص، لأنه سحب ثقته عنهم في سبتمبر 1933، مما سبب بسقوط حكومتهم وتفكك ائتلاف الاشتراكي-الجمهوري الذي حكم العامين الأولين». وفي 7 أبريل بأغلبية 238 صوتًا مقابل 5 (امتنع اليمين عن التصويت ولكن دعم الإجراء)، أزاح البرلمان نيسيتو ألكالا زامورا من منصب رئاسة الجمهورية. تولى رئيس مجلس النواب دييغو مارتينيز باريو الرئاسة مؤقتًا. وبعد تسعة عشر يومًا، أي في 26 أبريل أجريت انتخابات المندوبين حسب الدستور، وحصل مرشح اليسار على 358 تفويضًا و63 معارضة، وامتنع جزء منهم عن الحضور في الانتخابات. وهكذا في 10 مايو 1936 تم تخويل مانويل أثانيا رئيسا جديدا في القصر البلوري في منتزه بوين ريتيرو في مدريد بأغلبية 754 صوتًا (بين المندوبين والنواب) و88 فارغة (من سيدا) و32 من نواب الآخرين. ومع ذلك لم يتحقق مشروع أثانيا لتسمية الاشتراكي إنداليسيو برييتو ليكون بديلا عنه لتولي الحكومة حسب الاتفاق الذي تم التصديق عليه خارج مجلس الوزراء بسبب معارضة جناح «لارجو كابييرو» من الحزب الاشتراكي العمالي الإسباني وUGT، وفي 13 مايو تولي رئاسة الحكومة أحد أكثر المخلصين لأثانيا، وهو سانتياغو كاساريس كيروغا.

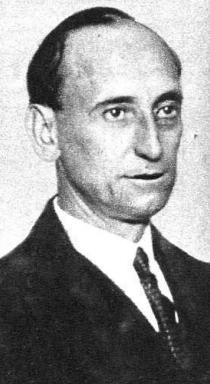
سانتياغو كاساريس كيروغا في 1931

استمرت حكومة كاساريس كيروغا الجديدة المكونة حصريًا من اليسار الجمهوري ومعهم اليسار الجمهوري لكتالونيا سياسة إصلاحية بدأتها حكومة أثانيا، وكانت مهمتها الأساسية هي إعادة إحياء مراسيم ألغيت أو تم تعديلها خلال فترة السنتين التاليتين أو («السنتين السوداوين» كما أسماها اليسار) وإضافة مراسيم أخرى. وبالتالي فيما يتعلق بـ «المسألة الدينية»، فإن استبدال التدريس المذهبي استمر معلقاً كما هو منصوص عليه في قانون الطوائف والتجمعات الدينية. ووافقت الحكومة على مرسوم بإنشاء مجالس للمحافظات التي درست الاستبدال السريع للمعلمين الدينيين بمعلمين مؤقتين، وفي النهاية صدر مرسوم في مايو بإغلاق مؤقت لكليات الكنيسة. بالمقابل أُعيد التعليم المختلط إلى الفصول الدراسية وإعطاء ميزانية استثنائية لتوفير 5,300 وظيفة جديدة لمدرسي الدولة.

### الصراع الاجتماعي في المدن
«بعد انتهاء التحريض المدفوع بإعادة القبول، استفادت النقابات من قوتها الجديدة لإثارة مطالب أخرى في العمل بالمناقشات المستقبلية، والتي اعتبرها أرباب العمل مكلفة. فتعبئة العمال ومقاومة أصحاب العمل للتنازلات الجديدة أنتجت حركة من الإضرابات انتشرت انتشارًا بكامل الجمهورية...» فخرجت العديد من الإضرابات من منتصف فبراير إلى منتصف يوليو 1936 كما في 1933، ولكن هذا لايعني ازدياد «الاضطرابات المدنية» لأن العديد منها انتهت باتفاقيات بفضل هيئات المحلفين المختلطة التي أعيد تشكيلها.
في سياق الإضرابات التي أعلنتها لجان CNT / UGT المشتركة وتكررت عدة مرات، ظهرت أقاويل عن ثورة ما. لكن لم تفكر أي منها في ذلك بعد فشلها في 1932 و 1933 و 1934، والاحتمال الوحيد بحدوث ذلك أنه سيكون رداً على محاولة انقلاب عسكري.
ومرة أخرى أظهر الاتحاد الوطني للعمل (CNT) عداءه للحكومة «البرجوازية» التابعة للجبهة الشعبية، وكذلك الاتحاد الأيبيري اللاسلطوي FAI الذي واصل الدعوة إلى «الطريق التمرد لغزو الثروة الاجتماعية». في أوائل شهر مايو عقد الاتحاد الوطني للعمل مؤتمره الكونفدرالي في سرقسطة وهناك أكد من جديد هدفه المتمثل في تحقيق «الشيوعية الليبرالية» وعرض على UGT تحالفًا ثوريًا يكون هدفه «تدمير النظام السياسي والاجتماعي الحالي بالكامل»، وهو عرض رفضته UGT لأنه يعني تمزق الجبهة الشعبية فورا. لكن لأول مرة تم الاعتراف في ذلك المؤتمر بأخطاء تكتيكات التمرد، لذلك تعين عليه التركيز في مطالب محددة مثل الأجور وظروف العمل.

### تفكك الحزبين الكبيرين PSOE و CEDA

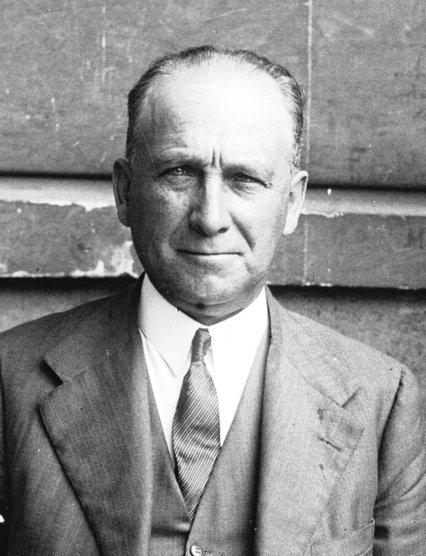
فرانسيسكو لارجو كاباليرو

بعد انتخابات فبراير 1936 لم يتمكن PSOE ولا CEDA من صياغة سياسة واضحة ومحددة. «بسبب الخلافات الداخلية بين جناحيها المعتدلين (مانويل خيمينيز فرنانديز ولويس لوسيا في CEDA؛ إنداليسيو برييتو في PSOE) والراديكاليين (خوسيه ماريا جيل روبليس في CEDA؛ فرانسيسكو لارجو كاباليرو في PSOE)، وبواسطة الضغوط الخارجية القادمة من اليمين التخريبي من جهة، والنقابات الثورية من جهة أخرى، لم يقرر الطرفان درجة الالتزام الذي كانا عليه تحملهما دفاعا عن المؤسسات الجمهورية». ففشل كل من خيمينيز فرنانديز ولوسيا في CEDA وبرييتو في PSOE في جعل حزبيهما يلتزمان بدعم الجمهورية والديمقراطية أولا، والحكومة ثانيا. «بهذه الطريقة تعرضت الحكومة للتجاهل من حلفائها الطبيعيين ومضايقات اليمين من المعارضة الملكية التي كانت تحاول سحب الكاثوليك بقوة ومن اليسار من بعض قطاعات الـ PSOE أنه لو تخلى عن الثورة، ستنتظر بفارغ الصبر استبدال حكومة الجمهورية بحكومة اشتراكية حصرية». وهكذا «لم يكن هذا استقطابًا كبيرًا للأحزاب وصعودًا إلى التطرف، بل كان شللًا سياسيًا ناتج عن حكومة ضعيفة وتفتت حزبين كبيرين يتموضعان على اليمين واليسار». والدليل على أن الاستقطاب السياسي لم يكن حاسمًا هو موقف الحزب الشيوعي الإسباني (أحد ممثلي «البلشفية» الذي كان يخشى اليمين كثيرًا)، والذي أظهر دعمًا قويًا لحكومة الجمهورية، بل وخفف من مطالبته إصلاح زراعي ثوري وناشد النقابتين UGT و CNT بوقف تصعيد الإضرابات التي حدثت طوال ربيع 1936.

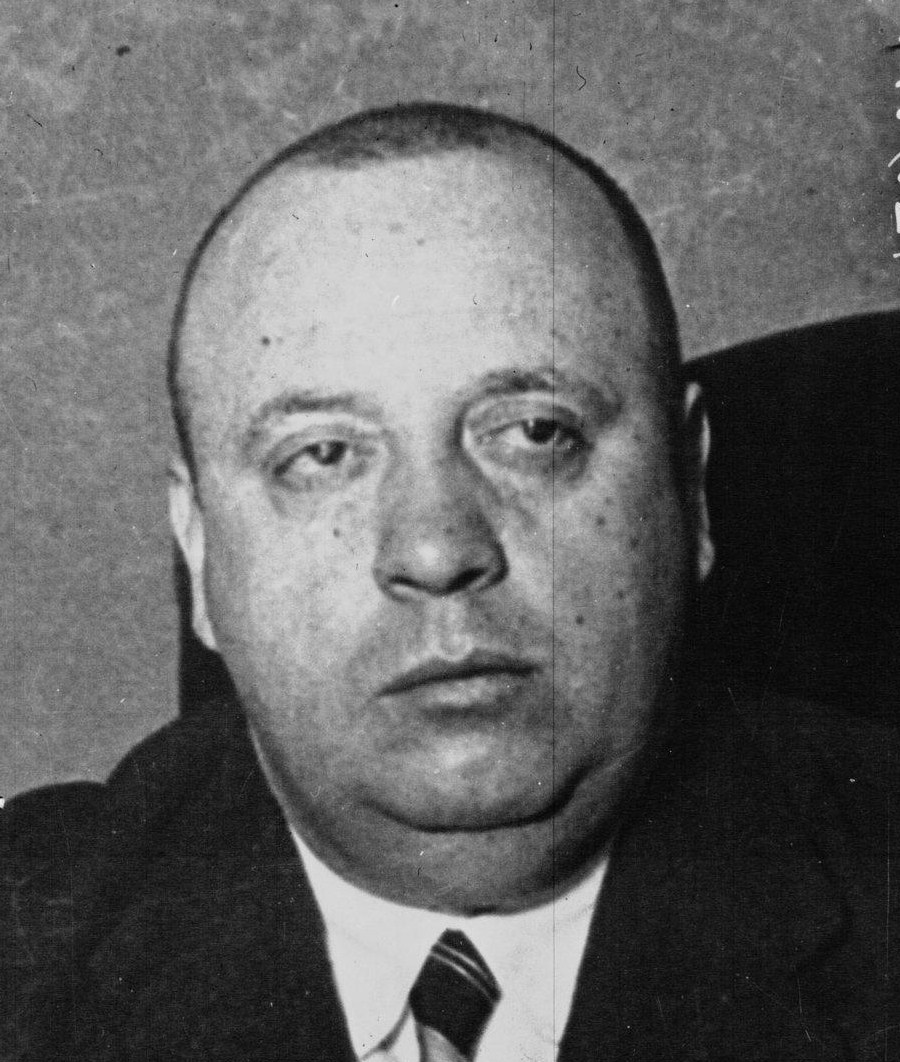
إنداليسيو برييتو في 1936

أما بالنسبة للاشتراكيين، فإن تشكيل حكومة أثانيا لاسيما دخوله رئاسة الجمهورية قد كشف الخلافات بين مجموعة «برييتو» و«كابييرو»، حيث عارض كابييرو بتشدد دخول الاشتراكيون في حكومة الجبهة الشعبية بعد أن حل انداليسيو برييتو محل أثانيا في رئاسة الحكومة واستمر في الدفاع عن التفاهم بين «المنظمات العمالية» بانتظار اللحظة التي سيسهل فيها الاستيلاء على السلطة بعد أن تفشل «البرجوازية الجمهورية». وكان هذا هو الخط المفروض في UGT حيث يتمتع قطاع «لارجو كابييرو» بالأغلبية فيه، في حين أن خط مجموعة «برييتو» تم تشكيله مع السلطة التنفيذية لـ الحزب الاشتراكي العمالي الإسباني، على الرغم من أن البرلمانيين الاشتراكيين في الكورتيس ظلوا تحت سيطرة لارجو كابييرو، وكذلك قطاع اتحاد مدريد القوي في PSOE. ونال كابييرو أيضًا على دعم غير مشروط من الشباب الاشتراكي الذين أطلقوا عليه اسم «لينين الإسباني». حيث انتهى بهؤلاء الشبيبة بالاندماج في اتحاد الشباب الشيوعي لل PCE ليشكلوا في يونيو 1936 الشبيبة الاشتراكية الموحد تحت قيادة الاشتراكي الشاب سانتياغو كاريو.
أما بالنسبة لحزب سيدا CEDA فقد اختار القطاع الذي يقوده خوسيه ماريا جيل روبلز مقاطعة المؤسسات الجمهورية بقوة، ودعم طريق اليمين الملكي الممثلة في كتلة خوسيه كالفو سوتيلو الوطنية التي دعت علناً إلى اسقاط النظام الدستوري بالقوة عن طريق الانقلاب العسكري الذي كانوا يتعاونون بالفعل في تحضيره (سارع الكارليون من جانبهم بتشكيل ميليشياتهم المسماة ريجيت Requet من أجل الانتفاضة العسكرية، وحافظوا على اتصالاتهم مع قادتها). مع وجود كالفو سوتيلو وجيل روبلز على رأس السلطة، قام نواب اليمين المناهض للجمهورية بتحويل الكورتيس إلى «ساحة معركة» حيث التدخلات الاستفزازية التي أدت إلى مواجهات جدلية قاسية مع اليسار، فكان له تأثير كارثي على استقرار الجمهورية، حيث عرضوا صورة «سوء الحكومة» التي غذت «إستراتيجية التوتر» التي أخذت حيزا في الشارع.

### إستراتيجية التوتر ورد اليسار

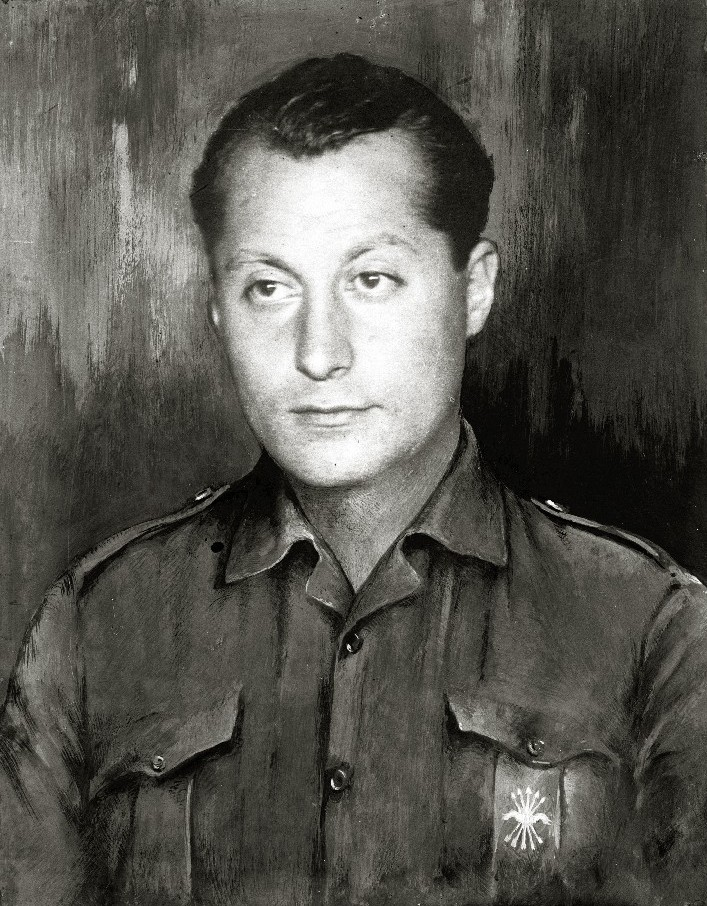
خوسي أنطونيو بريمو دي ريفيرا، مؤسس الفلانخي الإسبانية.

شهد حزب الفلانخي الإسبانية الفاشي الذي لم يكن في بداية سنة 1936 سوى قوة سياسية هامشية (حصل على 45,000 صوت فقط في جميع أنحاء البلاد في انتخابات فبراير). ولكن بعد انتصار الجبهة الشعبية وانهيار منظومة الشباب اليميني (الموجودة في CEDA وشباب العمل الشعبي والملكيين الألفونسين من التجديد الإسباني) الراغبين في العمل العنيف، ازداد عدد أعضاءه من حوالي 6,000 مسلح إلى أكثر من عشرين ألفًا في غضون أسابيع قليلة. وكان أول هجوم كبير ارتكبوه هو هجومهم في 12 مارس ضد النائب الاشتراكي وأب دستور 1931 لويس خيمينيز دي أسيا الذي لم يصب بأذى لكن الشرطي الذي كان يرافقه قد قتل. حولت الشرطة دفنه في اليوم التالي إلى مظاهرة رافضة للعنف الفاشي ووقعت حوادث خطيرة، حيث احترقت كنيستين ومكاتب صحيفة لاناسيون اليمينية المساندة لكتلة خوسيه كالفو سوتيلو الوطنية. تمكن المهاجمون على خيمينيز دي أسيا ومرافقه من الفرار إلى فرنسا بطائرة صغيرة قادها طيار عسكري.
فكان رد حكومة أثانيا هو حظر الحزب، واعتقال زعيمها خوسيه أنطونيو بريمو دي ريفيرا وأعضاء من مجلس الحزب السياسي في 14 مارس، وإغلاق صحيفته أريبا. فانتقل الحزب إلى العمل السري. ولكن لم يمنعه ذلك من الاستمرار في تنفيذ الهجمات والمشاركة في معارك مع الشباب الاشتراكي والشيوعي. وتعرض منزل لارجو كاباليرو لإطلاق نار، وقتل قائد المهندسين كارلوس فارودو مدرب المليشيات الاشتراكية، وكذلك قتل في 13 أبريل قاضي محكمة استماع، الذي أدان بعض الفلانخيين المتورطين في الهجوم على خيمينيز دي أسيا.
وقعت أهم الحوادث في 14 و 15 أبريل. ففي اليوم الرابع عشر أقيم عرض عسكري في شارع باسيو دي لا كاستيلانا في مدريد إحياءً للذكرى الخامسة للجمهورية. وبجوار المنصة الرئيسية التي يجلس بها رئيس الجمهورية بالإنابة دييغو مارتينيز باريو ورئيس الحكومة مانويل أثانيا، انفجرت قطعة أثرية وبعده أطلقت عدة طلقات، مما أسفر عن مقتل ملازم في الحرس المدني كان هناك بلباس مدني، وأصيب العديد من المتفرجين. اتهم اليمينيون واليساريون بعضهم البعض بالهجوم. وبعدها بيومين أقيمت جنازة الملازم، التي تحولت إلى مظاهرة مناهضة للجمهورية حضرها النواب جيل روبليس وكالفو سوتيلو وضباط الجيش وأعضاء الحكومة والعديد من المساعدين من القطاعات المحافظة. وتعرض موكب الجنازة لهجوم بمسدسات وبنادق آلية من أماكن مختلفة عبر شوارع المدينة، مما تسبب بفوضى وإطلاق نار عشوائي. وبالنهاية ألغي الموكب باستخدام الأسلحة النارية في ساحة مانويل بيسيرا من خلال تدخل حرس الاقتحام بموجب أوامر الملازم خوسيه كاستيلو. خلال تلك الحادثة قتل خمسة أشخاص من الموكب وتم إحصاء اثنين وثلاثين جريحاً.
تسببت هجمات واعتداءات قام بها الفلانخيون بين أبريل ويوليو بمقتل أكثر من خمسين ضحية من منظمات اليسار العمالي، معظمهم في مدريد. بالمقابل قتل نحو أربعين عضوًا من جماعة الفلانخ جراء تلك الأعمال أو من هجمات انتقامية للمنظمات اليسارية. ووجهت الأعمال الانتقامية ضد رجال الأعمال ومسلحي الأحزاب اليمينية، مثل الوزير السابق ونائب الحزب الديمقراطي الليبرالي الجمهوري ألفريدو مارتينيز الذي اغتيل في أوفييدو في 24 مارس، وكذلك المقار الاجتماعية والصحف المناهضة للجمهورية، مثل صحيفة مدريد لا ناسيون. وتعرضت المباني الدينية أيضًا للعنف (تم الاعتداء على مئات الكنائس والأديرة وحرقها) على الرغم من عدم سقوط ضحايا من رجال الدين في العنف السياسي من فبراير إلى يوليو.

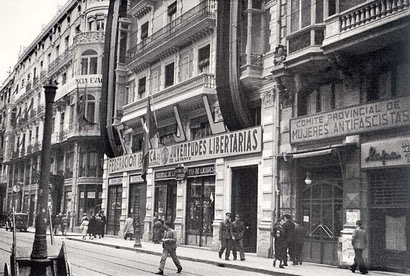
مقر الاتحاد الايبيري للشباب الليبرالي (FIJL). بلنسية شارع السلام (1936).

ذكرت دراسة هي أكثر شمولاً حتى الآن بشأن حوادث العنف السياسي بين فبراير ويوليو 1936 مامجموعه 189 حادثة و 262 حالة وفاة، 112 منها بسبب تدخل قوات النظام العام. ومن بين الضحايا الـ 262 كان هناك 148 من مسلحي اليسار و 50 من اليمين و 19 من قوات النظام العام، و 45 غير محددة هويتهم. وتؤكد نفس الدراسة أن عدد قتلى العنف السياسي انخفض بقوة في يونيو ويوليو إلى 24 و 15 قتيل على التوالي (كان الشهر الأكثر دموية هو مارس بـ 93 قتيل).
«إستراتيجية التوتر» التي نفذها المسلحون الفلانخيون وردّت عليها المنظمات اليسارية، إلى جانب نمو منظمات شبابية يمينية شبه عسكرية (الميليشيات الفلانخية وريجيتا الكارلية) ومثلها يسارية (ميليشيات شباب الاشتراكي والشيوعيون والفوضويون)، والقوميون الباسك والكتالونيين (مليشيات اليسار الكتالوني وميليشيات PNV)، على الرغم من أنهم لم يكونوا مسلحين وكان نشاطهم الرئيسي هو الاستعراض، إلا أن ذلك فقد تسبب في إدراك الرأي العام خاصة المحافظ أن حكومة الجبهة الشعبية لم تتمكن من الحفاظ على النظام العام، الذي كان بمثابة مبرر لانقلاب عسكري الذي قد جري إعداده. كما ساهمت الصحافة الكاثوليكية واليمين المتطرف في هذا التصور، وحرضت على التمرد ضد الفوضى التي نسبتها إلى الحكومة الاستبدادية للجبهة الشعبية. «أعداء الله والكنيسة» مستفيدة من حقيقة أن المواجهة بين رجال الدين ومعارضيهم عادت إلى الصدارة بعد انتخابات فبراير مع خلافات مستمرة حول مسائل رمزية، مثل دق الأجراس أو مظاهر العبادة خارج الكنائس، مثل المواكب والمدافن الكاثوليكية.

### المؤامرة العسكرية

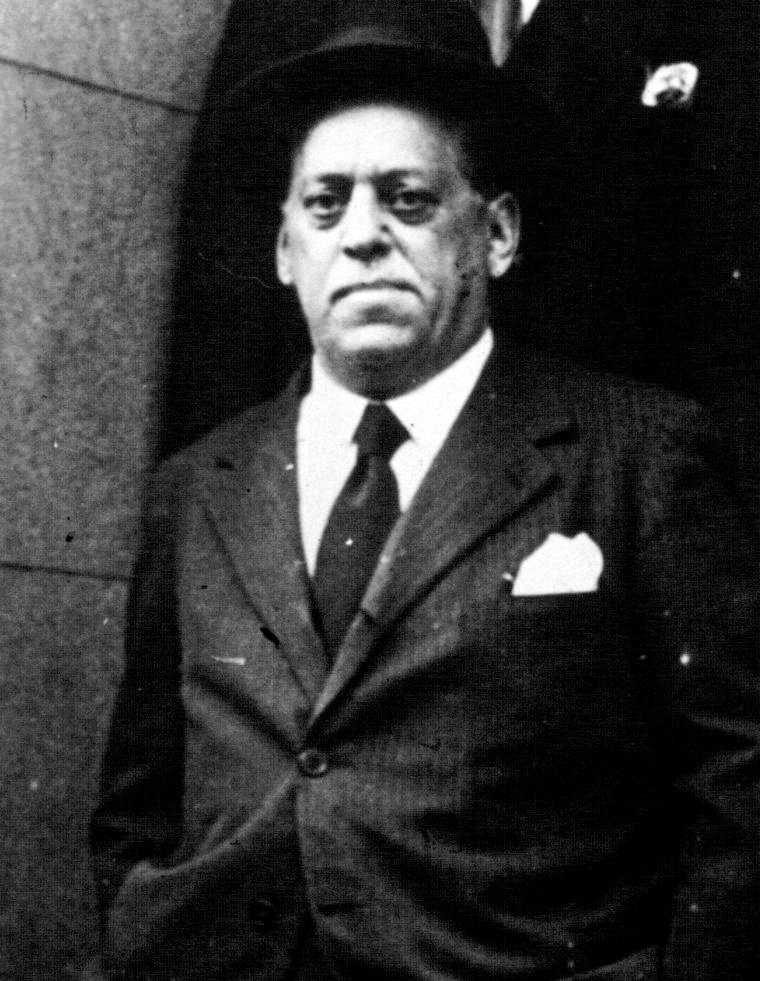
الجنرال سانخورخو في 1932

بدأت المؤامرة العسكرية للقيام بانقلاب (كما أسماه المتآمرون) لإسقاط الحكومة بمجرد انتهاء الانتخابات الأخيرة بانتصار الجبهة الشعبية، حيث اعتمدت في البداية على مؤامرات الانقلاب التي أعيد تشكيلها بعد فشل تمرد الجنرال سانخورخو في أغسطس 1932.
وفي 8 مارس اجتمع عدد من الجنرالات (إميليو مولا ولويس أورجاز يولدي وفياغاز وخواكين فانجول وفرانسيسكو فرانكو إلى جانب العقيد خوسيه إنريكي فاريلا والملازم فالنتين فالنتين غالارزا من UME)، واتفقوا على خلق انتفاضة عسكرية تسقط حكومة الجبهة الشعبية المشكلة حديثًا واستعادة النظام في الداخل وهيبة إسبانيا الدولية. كما تم الاتفاق على أن يتم تشكيل الحكومة من مجلس عسكري يرأسه الجنرال سانخورخو الموجود منفاه في البرتغال.
لم يتم الاتفاق على الطبيعة السياسية لـ «الحركة العسكرية»، ولكن من أجل تنظيمهم سيلجأون إلى الهيكل السري لـ UME المكون من ضباط محافظين وضد أثانيا وجاءوا لتحديد موعد الانقلاب في 20 أبريل، ولكن شكوك الحكومة واعتقال أورجاز وفاريلا المحصورين في جزر الكناري وقادس، أجبر المتواطئين على تأجيل الموعد. علاوة على ذلك فقد بدأت الحكومة بتفريق الجنرالات المشتبه فيهم، فأرسلت غوديد إلى جزر البليار وفرانكو إلى جزر الكناري ومولا إلى بامبلونا.
بدأ الجنرال مولا من نهاية أبريل بإدارة مؤامرة الانقلاب (وبالتالي نقل مركز المؤامرة من مدريد إلى بامبلونا)، واعتمد الاسم الرمزي «المدير». وتابع مشروع تشكيل المجلس العسكري الذي يرأسه الجنرال سانخورخو، وبدأ في صياغة ونشر سلسلة من التعميمات أو «التعليمات المحجوزة» حدد فيها المؤامرة المعقدة التي سينفذها الانقلاب.
تم إصدار أول «خمسة تعليمات محفوظة» في 25 مايو، وظهرت بالفعل فكرة أن الانقلاب يجب أن تكون مصحوبة بقمع عنيف:
تمكن مولا من ضم جنرالات جمهوريين مثل غونزالو كيبو ديلانو (قائد الجوالة) وميغيل كابانيلاس للانضمام إلى المؤامرة. فأجرى كابانيلاس مقابلة معهم في سرقسطة يوم 7 يونيو حيث اتفقوا على تدابير للسيطرة على المعارضة التي «سترفض الكتلة الاتحادية الكبرى» وتنظيم أرتال تمنع الكتالونيين من غزو أراضي أراغون.
حصل مولا على تفاهمات من عدة حاميات حول الانقلاب، وذلك أيضًا بفضل المخطط السري لـ UME التي أدارها العقيد فالنتين جالارزا (الذي كان اسمه الرمزي «الفني»)، لكن مولا لم يكن متفقا معهم بالكامل، حيث كان متشككا إن كان الانقلاب سينتصر في أهم مكان وهي العاصمة مدريد، وكذلك كاتالونيا والأندلس وفالنسيا.
وبالتالي كانت المشكلة أن افكار الجيش المتورط في الانقلاب القادم ليست بنفس أفكار انقلاب في 1923، فليس لديهم الآن الجيش بأكمله (لا الحرس المدني ولا قوات الأمن الأخرى) لدعمه. "فالانقسامات التي ظهرت داخل الجيش نفسه منذ الديكتاتورية... إلى الوقت الحالي من الجمهورية وصلت إلى درجة مفرطة من الضراوة من إنشاء نقابات عسكرية لمواجهة النظام السياسي [UME، الاتحاد العسكري الإسباني الملكيون؛ والاتحاد الجمهوري ضد الفاشية]. بالإضافة إلى لا يمكنهم الاعتماد على الحاكم الحالي -الرئيس مانويل أثانيا- كما جرى في 1923 من تواطؤ رئيس الدولة الملك ألفونسو الثالث عشر آنذاك. أما الفارق الثالث عن انقلاب 1923 فهو أن موقف المنظمات العمالية والفلاحين كان سلبيًا أمام الانقلاب العسكري لسنة 1923، ولكنه الآن كما أعلنوا أنهم سيشعلون ثورة. لهذه الأسباب تأخر موعد الانقلاب العسكري مرارًا وتكرارًا. بالإضافة إلى ذلك طلب الجنرال مولا أو «المدير» الدعم المادي ودعم ميليشيات الأحزاب المناهضة للجمهورية (قوات الريجيت والفلانخي). وتبقى المعضلة الرئيسة هي مشاركة قوات شبه العسكرية المتوقفة في الوقت الحالي لأن زعيم قوات الريجيت الكارلية مانويل فال كوندي أراد إعطاء قواته دورًا رائدًا في الانقلاب، فاتصل بالجنرال سانخورخو في منفاه مباشرة، وهو أمر لم يكن الجيش على استعداد للموافقة عليه، وكذلك زعيم الفالانخ خوسيه أنطونيو بريمو دي ريفيرا المسجون في أليكانتي الذي أعلن منذ البداية عن استعداده للتعاون، طالب بنصيب لمليشياته والتي لم يعترف بها الجنرالات المتآمرون أيضًا.
تلقت حكومة كاساريس كيروغا أخبارًا من مصادر مختلفة عما كان مخططًا له، لكنها لم تتصرف بقوة ضد المتآمرين لأنه وفقًا للمؤرخ خوليو أروستيجوي «أن أثانيا والعديد من عناصر حزبه وكاساريس كيروغا نفسه رئيس الحكومة، اعتقدوا أنه بعد تحييد انقلاب سانخورخو بسهولة سنة 1932، فليس بمقدور الجيش الاستعداد لعمل جاد، مع الأخذ في الاعتبار أيضًا أنهم سيطروا على القادة المحتملين وأنه في حالة حدوث هذا التمرد سيكون من السهل إجهاضه».

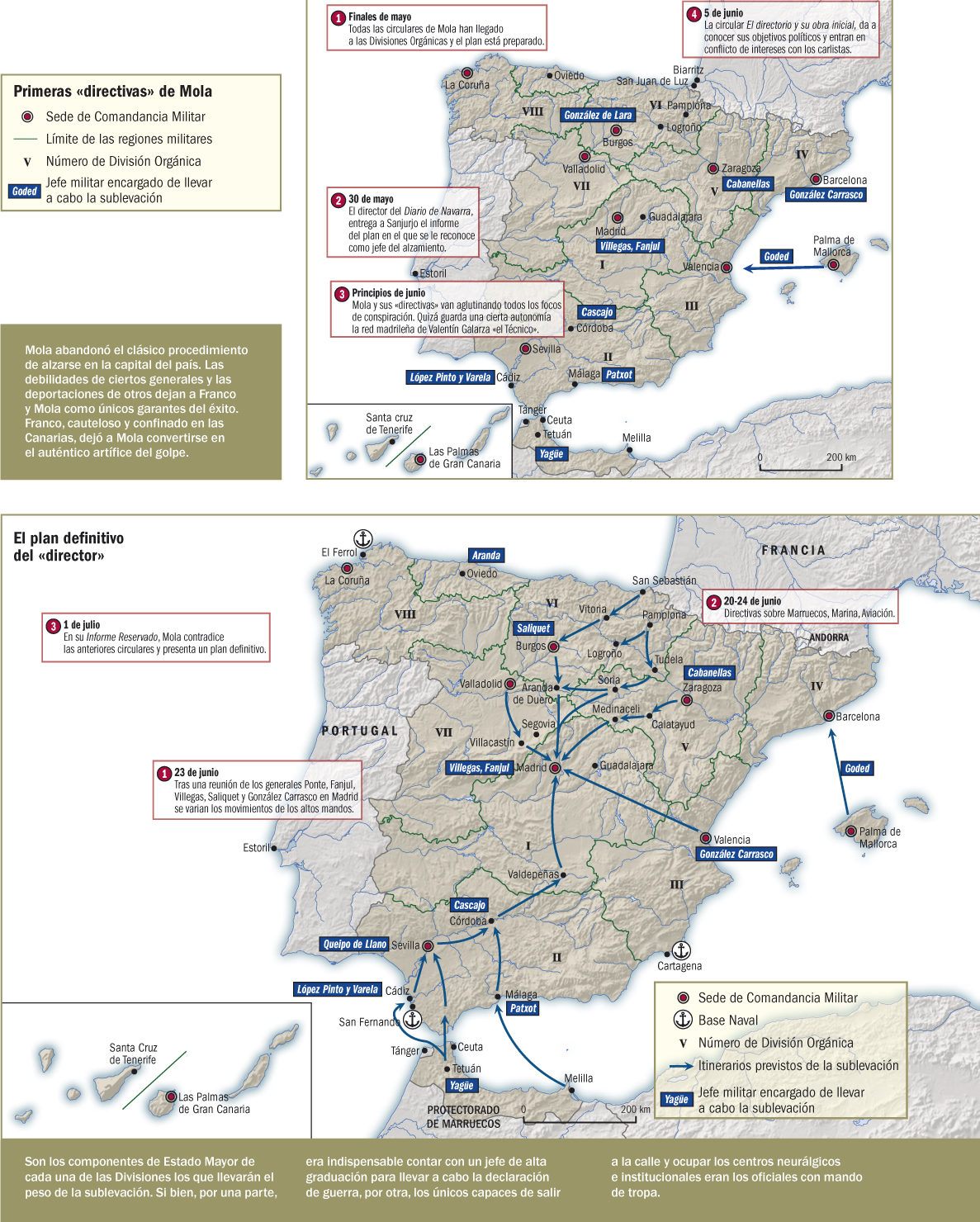
خرائط تمثل الخطط التي حددها مولا لتوزيع الانقلابين الذين سيسقطون الجمهورية الثانية.

مع بداية يوليو 1936 اكتملت تقريبا التحضيرات للانقلاب العسكري، على الرغم من أن الجنرال مولا اعترف بأن «الحماس للقضية لم يصل بعد إلى الدرجة المطلوبة من التمجيد»، واتهم الكارليون بالعرقلة بسبب الحاحهم بتنازلات غير مقبولة. وكانت خطة الجنرال إميليو مولا أو «المدير» هي انتفاضة منسقة لجميع الحاميات الملتزمة، بحيث يزرعون حالة الحرب في خطوط التماس، بدءًا من الجيش الأفريقي الذي نفذ بعض مناورات في لانو أماريلو بين 5 و 12 يوليو حيث اكتملت تفاصيل الانقلاب في المحمية المغربية. كما كان متوقعًا فإنه من الصعب على حامية العاصمة أن تنجح بمفردها في مدريد (الانتفاضة في العاصمة ستكون تحت قيادة الجنرال فانجول)، ومن المفترض أن يتجه رتل من الشمال بقيادة مولا نفسه نحو مدريد لدعم انتفاضة حامية العاصمة. وفي حالة فشل كل ذلك، فإن المخطط للجنرال فرانكو (الذي وجه في 23 يونيو رسالة مشفرة إلى رئيس الوزراء كاساريس كيروغا يحذره من السخط داخل الجيش وعرض تصحيح هذا الوضع. -وهو نفسه كان أحد الجنرالات الانقلابيين-، ولمح بوضوح إلى أنه إذا وافق كاساريس على إسناد الأمر لفرانكو؛ فيمكنه إحباط المؤامرة.) بعد أن يقود تمرد جزر الكناري يتوجه نحو المحمية المغربية على متن طائرة دراجون رابيد المستأجرة في لندن يوم 6 يوليو من قبل مراسل صحيفة ABC لويس بولين بفضل الأموال التي ساهم بها خوان مارش ليضع نفسه في قيادة القوات الاستعمارية عبر مضيق جبل طارق والتقدم نحو مدريد من الجنوب ومن الغرب
وبمجرد السيطرة على العاصمة سيعزل رئيس الجمهورية والحكومة، ويتم حل الكورتيس، وتعليق دستور 1931 ويتم القبض على جميع قادة ومقاتلي الأحزاب والمنظمات اليسارية ومحاكمتهم بهذه الطريقة. بالإضافة إلى قياديي الجيش الذين لم يرغبوا بالانضمام إلى الانقلاب، وأخيرًا سيتم إنشاء إدارة عسكرية بقيادة الجنرال سانخورخو (الذي سيطير من لشبونة إلى إسبانيا). لكن لم يكن واضحًا أبدًا ما سيحدث بعد ذلك حيث لم يتم الاتفاق على شكل الدولة إن كانت جمهورية أو ملكية (على سبيل المثال: لم يتم تحديد أي شيء على العلم الذي سيتم استخدامه، إذا كان ذو اللونين الملكي بدلاً من ثلاثي الالوان الجمهوري، لأنه كان يعتقد أنها مبادرة سريعة وقوية). كان الهدف إقامة ديكتاتورية عسكرية على غرار نموذج ديكتاتورية بريمو دي ريفيرا التي سيوضع على رأسها الجنرال المنفي سانخورخو.
وبالتالي ماأراد المتآمرون العسكريون تنفيذه لم يكن مثل تمردات القرن التاسع عشر (حيث لم يناقش النظام أو النظام السياسي بشكل عام في ذلك الوقت بل حاولوا فقط فرض مواقف حزبية معينة) لأنهم أرادوا أكثر ممن ذلك بكثير. كانت المشكلة هي أن الجيش والقوى السياسية التي دعمتهم (الفاشيون والملكيون ألفونسيون والكارليون وسيدا كاثوليك) دافعوا عن مشاريعهم السياسية الخاصة، على الرغم من أن الجميع اتفقوا على أن الوضع المستقبلي لن يكون ديمقراطيًا ولا ليبراليًا، لأن المعنى الاجتماعي للمؤامرة كان لالبس فيه: الثورة المضادة حتى لو كانت ثورة ضد ثورة لم تكن موجودة بالأساس. فقام المتمردون بعملهم متظاهرين بأنهم وقفوا ضد ثورة وهمية في وقت عملهم. وقاموا بإنشاء وثائق كاذبة ألفها توماس بوراس والذي تحدث عن استعداء الحكومة السوفياتية، وفي الواقع مايمثلونه هو الدفاع عن مواقف الطبقات الحاكمة القديمة، والحرب ضد إصلاحات اجتماعية عميقة قد تطلقها الجبهة الشعبية مرة أخرى.
بعد ظهر يوم الأحد 12 يوليو اغتيل الضابط من حرس الاقتحام خوسيه كاستيلو وهو مدرب عسكري للميليشيات الاشتراكية في أحد الشوارع وسط مدريد على أيدي مسلحين يمينيين (على ما يبدو من حزب المجتمع التقليدي). وردا على ذلك قام زملائه رجال الشرطة بقيادة نقيب من الحرس المدني فرناندو كورتيس باختطاف خوسيه كالفو سوتيلو زعيم الملكيين ألفونسيون (لم يكن لديه علاقة بقتل الملازم كاستيلو) في الساعات الأولى من اليوم التالي. حيث قتل وتركت جثته في تخزين مقبرة المودينا. وفي جنازته أقسم اليميني الملكي أنطونيو جويكوتشيا رسميا «لتكريس حياتنا لهذه المهمة الثلاثية: أنت مثلنا الأعلى، وسننتقم لموتك وننقذ إسبانيا». من جانبه قال زعيم سيدا خوسيه ماريا جيل روبلز في الكورتيس للنواب اليسار «انتم تتحملون دم السيد كالفو سوتيلو» وطالب الحكومة بتحمل المسؤولية الأخلاقية عن الجريمة ورعاية العنف.
مقتل كالفو سوتيلو عجل من التزام الكارليين وحزب السيدا بالانتفاضة، وأنهى شكوك الجيش تجاههم. إضافة إلى ذلك قرر مولا الاستفادة من الضجة التي تسببت فيها الجريمة المزدوجة في البلاد، وقدم تاريخ الانتفاضة إلى الرابع عشر من يوليو بدلا من 17 و 18 يوليو 1936.

## اندلاع الحرب الأهلية
أدى مقتل خوسيه كالفو سوتيلو في 13 يوليو على يد مجموعة رجال الشرطة ذوو ميول اشتراكية انتقاما لمقتل ملازم من حرس الاقتحام الاشتراكي خوسيه كاستيلو إلى تعجيل خطط الانقلاب لمختلف المنظمات العسكرية واليمينية ويتسبب في انضمام الكثيرين إلى المؤامرة.
اندلعت الانتفاضة العسكرية في 17 يوليو في محمية المغرب وفي 18 يوليو في البر الاسباني، بقيادة الجنرال مولا - الذي وقّع باسم «المدير» - بدعم من الفالانخ والكارليين. من بين الثائرين الجنرال فرانسيسكو فرانكو الذي سيتولى بعدها على سلطة المتمردين. فشل الانقلاب في معظم أنحاء البلاد، ولكن الدعم الأساسي للقوى الفاشية الأوروبية، أشعل الحرب الأهلية الإسبانية الأخيرة. مع انقسام مختلف المنظمات المعتدلة واليسارية، التي غالبًا ما تكون على خلاف مع بعضها البعض. ومن الأسباب الأخرى؛ غياب المساعدة من الدول الديمقراطية الأخرى في ذلك الوقت بسبب خوفها الحقيقي من إثارة الحرب العالمية الثانية، مما حدا بالحكومة المنتخبة الخروج من البلد في نهاية الحرب الأهلية. ومارس فرانكو سلطته بديكتاتورية منفردة طويلة الأمد حتى وفاته سنة 1975.